# Монгой
Монго́й — посёлок в Баунтовском эвенкийском районе Бурятии. Административный центр сельского поселения «Амалатское».

## География
Расположен в 76 км юго-восточнее районного центра, села Багдарин, на правобережье реки Большой Амалат, в 2,5 км к югу от её русла, в 18 км восточнее автодороги Р437 Романовка — Багдарин.

## Население
| 2002 | 2010 |
| ---- | ---- |
| 307  | ↘205 |

## Инфраструктура
Администрация сельского поселения, начальная школа-детский сад, сельский клуб, библиотека, фельдшерско-акушерский пункт.